# Bitwa pod Port Republic
Bitwa pod Port Republic to jedna z licznych bitew i potyczek stoczonych w Dolinie Shenandoah w czasie wojny secesyjnej w Stanach Zjednoczonych. Ze względu na szczupłość terenu, zarówno wojska z południa, jak i północy, operowały tu zwykle niewielkimi siłami. Bitwa ta, z trudem wygrana przez jednego z najlepszych dowódców sił Konfederacji – Thomasa „Stonewalla” Jacksona, zmusiła wojska Unii do wycofania, pozwalając Jacksonowi spokojnie dołączyć do sił generała Roberta E. Lee przed bitwą siedmiodniową.

## Przyczyny operacji
Operacje Jacksona w Dolinie Shenandoah – niezwykle ważnej dla sił północy ze względu na to, że armie z południa mogły użyć doliny dla wyprowadzenia uderzenia wprost na ich tyły – miały na celu wiązanie znacznych związków taktycznych unionistów, które w innych okolicznościach, mogłyby zostać użyte dla wsparcia gen. George’a B. McClellana w jego zmaganiach w kampanii półwyspowej. Jackson wywiązał się z powierzonych mu zadań znakomicie. Dysponując niewielkimi siłami, nigdy nie przekraczającymi 16 tysięcy ludzi, w okresie od 30 kwietnia do 9 czerwca przemierzył ponad 600 km, wygrywając pięć bitew, w których wyeliminował z walki 7000 przeciwników, przy 2500 strat własnych i zaprzątając uwagę około 64 tysięcznym wojskom Unii.

## Przebieg działań
Dwie kolumny wojsk Unii deptały po piętach II Korpusu Jacksona, gdy ten wycofywał się w głąb doliny, na południe. Nie mogąc – wobec szczupłości sił własnych – poradzić sobie z obiema naraz, Jackson dzień wcześniej pod nadrzeczną wioską Cross Keys powstrzymał pierwszą z nich, dowodzoną przez Johna C. Frémonta, paląc przy okazji jedyny most na Shenandoah (zostawił tam tylko słabe siły osłonowe), po czym zwrócił się przeciwko armii Jamesa Shieldsa, gdy jej czoło docierało do Port Republic. Tu zamierzał wygrać bój spotkaniowy, a następnie wrócić i skończyć z Frémontem.
Tymczasem twardy i zdecydowany opór dwóch brygad Shieldsa (dowodzonych przez Tylera i Carrolla) uniemożliwił wykonanie planu. Walka przedłużała się – trzy tysiące „niebieskich kurtek” przez trzy godziny powstrzymywały ataki ludzi Jacksona, zadając im spore straty. Przewaga liczebna doprowadziła w końcu do wymęczonego zwycięstwa południowców i odstąpienia unionistów na północ, ale konfederaci byli też skrajnie wyczerpani. Wskutek poniesionych strat i niedostatków w zaopatrzeniu niepokonany dotąd Stonewall Jackson zrezygnował z zamiaru ataku na kolumnę Frémonta, oddalił się w górę doliny Shenandoah, by w nocy z 9 na 10 czerwca przekroczyć Przełęcz Browna w paśmie Blue Ridge (południowa odnoga pasma Appalachów) i dołączyć do armii Roberta E. Lee.